# Kitwiru
Kitwiru ist ein Verwaltungsbezirk (englisch Ward) des Distrikts Iringa (MC) in der tansanischen Region Iringa.

## Geografie
Kitwiru liegt im südlichen Hochland von Tansania, es ist ein Stadtteil im Süden der Regionshauptstadt Iringa. Er grenzt im Nordwesten an Isakalilo, im Norden an Mlandege, Mshindo und Kitanzini, im Nordosten an Ruaha, im Südosten an Luhota, im Südwesten an Mseke und im Westen an Kalenga. Bei der Volkszählung 2022 lebten 20.365 Menschen in 5418 Haushalten auf einer Fläche von 34 Quadratkilometern.

## Bevölkerungswachstum
| Jahr | Einwohner |
| ---- | --------- |
| 1988 | - 1)      |
| 2002 | 7.198     |
| 2012 | 11.461    |
| 2022 | 20.365    |

1) 2002 eingerichtet

## Gliederung
Der Bezirk besteht aus 14 Stadtteilen (swahili Mtaa):
- Kibwabwa A
- Kibwabwa B
- Nyamhanga A
- Nyamhanga B
- Nyamhanga C
- Kisiwani
- Nyamhanga D
- Nyamhanga E
- Cagliero
- Mosi
- Uyole A
- Uyole B
- Kitwiru A
- Kitwiru B

## Infrastruktur
- Bildung: Im Bezirk gibt es sechs weiterführende Schulen. Die Ipogolo Secondary School ist davon die einzige staatliche. Sie bildet Tagesschüler bis zur 4. Stufe aus.[9] Von der römisch-katholischen Kirche geführt wird die Caglielo Secondary School.[10] Diese bildet ebenso wie die Efatha Secondary School[11] und die Ruaha Seminari Secondary School[12] Tages- und Internatsschüler bis zur 6. Stufe aus. Eine Tages- und Internatsschule ist die Iringa Adventist Secondary School[13], eine reine Internatsschule die Eastern Star Secondary School.[14] Beide bieten eine Ausbildung bis zur 4. Stufe an.
- Gesundheit: In Kitwiru liegt eine staatliche Apotheke.[15]
- Verkehr: Durch den Bezirk verläuft die Nationalstraße T1 von Iringa Richtung Njombe.[16]

## Sonstiges
Im Jahr 2010 errichtete der ehrenamtliche Verein Amani Kinderdorf einen Kindergarten in Kitwiru.